# Sherrill Milnes
Sherrill Milnes (10 de janeiro de 1935) é um barítono norte-americano herdeiro da tradição de grandes barítonos que começou nos anos 1920s com Lawrence Tibbett (1896-1960). Milnes destacou-se nos papéis de  Verdi. De meados dos anos 1960s até 1997 foi cantor associado da Metropolitan Opera.
Milnes é um barítono alto e brilhante, com um legato sumptuoso e um estilo rítmico incisivo, aliado a uma boa e imponente presença em palco, que, em conjunto, fizeram com que a crítica e o público rapidamente lhe reconhecessem alto mérito. A carreira de Milnes levou-o rapidamente às maiores salas de ópera e, em 1965, já se tinha estreado na Metropolitan Opera. A sua estreia internacional seguiu-se rapidamente, e Milnes tornou-se nas décadas de 1970 e 1980 o barítono favorito para os papéis das óperas de Verdi.

## Vida
Milnes nasceu em Downers Grove, Illinois filho de um casal de agricultores. Em criança já manifestava múltiplos talentos musicais. Para além de cantar, também tocava piano, violino, viola, baixo, clarinete e tuba. Embora os seus interesses musicais nem sempre apontassem para a ópera, divertia-se a cantar para as vacas do seu pai e, uma vez, encontraram-no a ensaiar uma gargalhada operática em cima de um tractor.
Na escola secundária, Milnes planeou ser anestesista, mas acabou por enveredar pela música, estudando educação musical na Drake University e na Northwestern University, com o objectivo de ser professor. Depois de se licenciar, fez um estágio de Verão na Santa Fe Opera tendo-se, a partir daí, dedicado ao canto lírico, estudando brevemente com a famosa soprano Rosa Ponselle.

## Carreira
Milnes iniciou a sua carreira na Companhia de Ópera de Boston em 1960, com o Teatro de Ópera de Boris Goldovsky, e estreando-se como Masetto no Don Giovanni. Em 1961, estreou-se na Ópera de Baltimore de Ponselle, como Gérard em Andrea Chénier.
Em 1964, Milnes teve o seu primeiro grande sucesso no papel de Valentin no Faust de Gounod, na Ópera da Cidade de Nova Iorque, o papel em que se estrearia também na Metropolitan Opera em 1965.
Em 1964, Milnes estreou-se na Europa cantando Figaro no Il Barbiere di Siviglia de Rossini, no Teatro Nuovo de Milão. Contudo foi o seu desempenho como Miller em Luisa Miller, de Verdi, que o catapultou para a fama internacional.
No início dos anos 1980s, Milnes teve problemas com a sua voz, que acabou por superar.
Em 1998, Milnes publicou as suas memórias, American Aria.
Em 2001, Milnes fundou com a sua terceira mulher, Maria Zouves, o projecto V.O.I.C.E. (Vocal and Operatic Intensive Creative Experience), which he founded in 2001, dedicado a partilhar experiência e conhecimentos com os potenciais talentos operáticos em ascensão. Os workshops do projecto permitem aos mestres e aos jovens cantores partilhar o seu conhecimento em master classes, apresentações, aconselhamento individual, aulas formais e espectáculos, com o objectivo de criar um ambiente realista dos muitos desafios que os cantores têm que enfrentar ao longo da sua carreira. O programa para ouvintes permite aos amantes da ópera e aos cantores uma experiência única de interacção  durante o processo criativo.
Milnes é professor do departamento de voz da Northwestern University.

## Discografia

### Cassettes
- Essential Opera
- A Grand Night for Singing (Mormon Tabernacle Choir, Columbia Symphony – Ottley, dir.)
- Opera's Greatest Duets
- Sherrill Milnes at the Met

### Recitais
- Sherrill Milnes in Recital, Volume 1, "There but for You Go I" (Jon Spong, piano)
- Sherrill Milnes in Recital, Volume 2, "Kingdom by the Sea" (Jon Spong, piano)
- Met Legends: Sherrill Milnes
- Grandi Voci: Arias (de la Fuente, cond.)
- The Baritone Voice
- Aaron Copland: Old American Songs
- Griffes: Four German Songs; Songs of the Dagger (Ozawa, cond.)

### Videos
- 1976 -
- Puccini: Tosca (soberbo como Scarpia, com Kabaivanska, Plácido Domingo – Bartoletti, dir.)

- 1983 -
- Verdi: Ernani (with L. Mitchell, Pavarotti, Raimondi – Levine, cond.)

- 1984 -
- Verdi: Simon Boccanegra (with Tomowa-Sintow, Moldoveanu, Plishka – Levine, cond.)

- 1985 -
- Verdi: Nabucco (with Bumbry, Cortez, Raimondi – Santi, cond.)
- Sherrill Milnes: An All-Star Gala (various artists)

- 1986 -
- Sherrill Milnes at Julliard: An Operatic Masterclass

- 1988 -
- Verdi: Il Trovatore (with Marton, Zajick, Pavarotti – Levine, cond.)

- 1989 -
- Verdi: Aida (with Millo, Zajick, Domingo – Levine, cond.)

- 1991 -
- Met's 25th Anniversary Gala at Lincoln Center (various artists)

- 1996 -
- James Levine 25th Anniversary Gala (various artists)